# Jill Roord
Jill Roord, född den 22 april 1997, är en nederländsk fotbollsspelare som spelar för Manchester City. 

## Klubbkarriär
Roord värvades till Arsenal från den tyska klubben FC Bayern München i maj 2019. Den 10 maj 2021 värvades Roord av tyska VfL Wolfsburg, där hon skrev på ett treårskontrakt.
Den 6 juli 2023 värvades Roord av Manchester City, där hon skrev på ett treårskontrakt. Manchester City betalde cirka 300 000 pund för Roord som blev klubbens dyraste värvning genom tiderna. I januari 2024 råkade hon ut för en främre korsbandsskada i en match mot Manchester United.

## Landslagskarriär
Roord ingick i det nederländska laget som vann EM i Nederländerna 2017. Hon var också med i Nederländernas lag under VM i Kanada 2015 och VM i Frankrike 2019.